# Beekman Winthrop
Beekman Winthrop, född den 18 september 1874 i Orange, New Jersey, död den 10 november 1940 i New York, var en amerikansk politiker. Han var son till bankiren Robert Winthrop.
Winthrop var 1904–1907 guvernör på Puerto Rico, 1907–1909 biträdande finansminister och 1909–1913 biträdande sjöminister samt därefter chef för en stor bankirfirma i New York.